# Sítovka lesklá
Sítovka lesklá (Aegopinella nitidula) je druh suchozemského plže z čeledi Oxychilidae.

## Popis

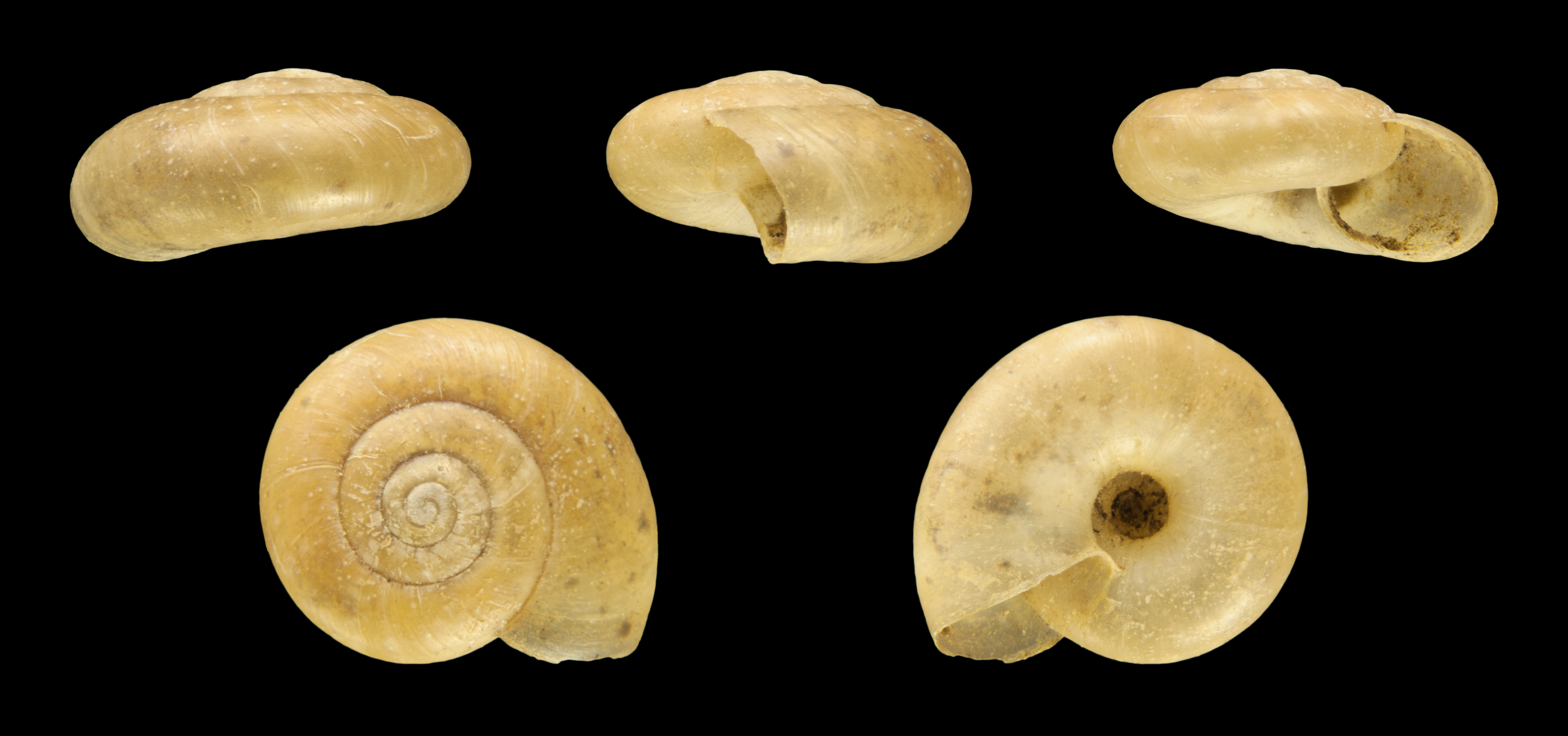

Zbarvení ulity je nápadně rudohnědé, živočich je tmavý. Ulita dorůstá výšky 5,3 a šířky 11 mm. Ulita je podobná druhům Aegopinella nitens and Aegopinella minor, ale poslední závit není tak rozšířený a ústí není do strany vytažené. Determinace vyžaduje porovnání znaků na pohlavní soustavě – penis je velmi malý, krátce ledvinitý, s krátkým epiphalem.

## Rozšíření
- Česko - stupeň ohrožení v Česku je téměř ohrožený (NT) v Čechách, zranitelný (VU) na Moravě.[3] V Česku má jihovýchodní hranici rozšíření, zasahuje do severních, severozápadních a severovýchodních Čech (Polabí, Poohří, Turnovsko, Česká Lípa, údolí Doubravy) a na severní Moravu (Ostravsko, od Moravské brány po Napajedla).[2]

## Ekologie
Tato sítovka žije na velmi vlhkých stanovištích v nivách řek a v lužních lesích, vzácněji také ve vlhkých podhorských lesích.